# Dokument prymarny
Dokument prymarny – jest to dokument zawierający informację podaną w formie oryginalnej, tj. nadanej lub przewidzianej przez autora. Dokument stanowiący podstawę opracowania dokumentu pochodnego.  Dokument w postaci nadanej lub przewidzianej przez autora, stanowiący podstawę do sporządzenia dokumentu pochodnego.